# Monochamus bimaculatus
Monochamus bimaculatus är en skalbaggsart som beskrevs av Charles Joseph Gahan 1888. Monochamus bimaculatus ingår i släktet Monochamus och familjen långhorningar.
Artens utbredningsområde är:
- Laos.
- Myanmar.
- Nepal.
- Taiwan.

Inga underarter finns listade i Catalogue of Life.